# Memorias de Idhún, el cómic
Memorias de Idhún, el cómic es la serie de cómics de adaptación a novela gráfica la trilogía de libros Memorias de Idhún escritos por la autora Laura Gallego García. Esta saga está dividida en 3 segmentos subdivididos a su vez en tomos por capítulos.

## Sinopsis
Jack jamás ha oído hablar de Idhún. Solo sabe que sus padres están muertos y que dos misteriosos desconocidos le acaban de salvar la vida.
Ahora forma parte de la Resistencia, junto con un mago y un guerrero idhunitas. Con ellos está también Victoria, otra joven nacida en la Tierra. Juntos lucharán contra las serpientes aladas que tiranizan Idhún, pero el joven y despiadado Kirtash tratará de impedírselo.
Una vez allí los protagonistas descubren que ellos dos son los elegidos de la profecía, entonces comienzan un periodo de desarrollo personal que culmina con la transformación de Jack en dragón. Tras esto Kirtash cree matar al último dragón, es decir Jack y Victoria trata de vengarse intentando matar a Kirtash, finalmente Jack regresa de su exilio y se reconcilian.
Deciden pues que es la hora de cumplir la profecía y eliminar a Ashran el nigromante, pero no lo consiguen y Victoria se sacrifica por los dos chicos, causando que Ashran le extirpe su cuerno de unicornio, Jack y Kirtash mueren matando a Ashran y salvando a Victoria que queda gravemente herida. Mientras tanto el séptimo dios pasa al cuerpo sin vida de Gerde que empieza a planear el exilio de los Sheks y los Shiz a un mundo totalmente creado por ella.

## Su desarrollo
La serie de cómics está siendo ilustrada por Estudio Fénix. estando publicada y comercializada por SM, el primer tomo se sacó a finales de mayo del 2009, y se espera que el último sea lanzado al público este próximo 2021. 
Fue anunciada el 7 de abril de 2009 y se lanzó el primer tomo en mayo del mismo año. La serie se dividió en 3 series que juntas componen la saga de memorias de Idhún; el cómic, esta división se produjo así debido a las tres novelas originales de las cuales se extraen estos cómics. Dentro de estas divisiones encontramos los tomos los cuales varían en número dependiendo de la longitud de la novela original, en total son 15 tomos ya lanzados y uno que se lanzará en 2021, haciendo el total de 16 tomos confirmados de la serie, por lo tanto se abarca más que un capítulo por tomo, un suceso o acontecimiento importante por entrega.  
Esta serie de novelas gráficas ha sido posible gracias al gran 'fandom' que posee la más famosa serie de novelas de la autora; Memorias de Idhún. 
Están dibujados a un estilo manga japonés.

## Tomos vistos de manera independiente

### La Resistencia
1. Memorias de Idhún, el cómic: La Resistencia - Búsqueda (1.ª Parte)
2. Memorias de Idhún, el cómic: La Resistencia - Búsqueda (2.ª Parte)
3. Memorias de Idhún, el cómic: La Resistencia - Revelación (1.ª Parte)
4. Memorias de Idhún, el cómic: La Resistencia - Revelación (2.ª Parte)

### Tríada
1. Memorias de Idhún, el cómic: Tríada - Despertar (1.ª Parte)
2. Memorias de Idhún, el cómic: Tríada - Despertar (2.ª Parte)
3. Memorias de Idhún, el cómic: Tríada - Despertar (3.ª Parte)
4. Memorias de Idhún, el cómic: Tríada - Predestinación (1.ª Parte)
5. Memorias de Idhún, el cómic: Tríada - Predestinación (2.ª Parte)
6. Memorias de Idhún, el cómic: Tríada - Predestinación (3.ª Parte)

### Panteón
1. Memorias de Idhún, el cómic: Panteón - Convulsión (1.ª Parte)
2. Memorias de Idhún, el cómic: Panteón - Convulsión (2.ª Parte)
3. Memorias de Idhún, el cómic: Panteón - Convulsión (3.ª Parte)
4. Memorias de Idhún, el cómic: Panteón - Génesis (1.ª Parte)
5. Memorias de Idhún, el cómic: Panteón - Génesis (2.ª Parte)
6. Memorias de Idhún, el cómic: Panteón - Génesis (3.ª Parte)